# Engie
ENGIE, precedentemente GDF Suez, è una multinazionale francese che opera nei settori della produzione e distribuzione di gas naturale, energie rinnovabili e servizi.
Al 2014 risultava essere il quarto gruppo mondiale nel settore energia secondo la classifica Fortune 500. È il primo operatore di infrastrutture del gas in Europa e il primo importatore di GNL.
L'azienda ha 171.100 dipendenti, 96,8 GW di capacità installata di energia elettrica, 39.400 KM di rete di trasmissione di gas naturale, 26,9 GW di capacità installata di energia rinnovabile.

## Storia
Il gruppo GDF Suez è nato il 22 luglio 2008 in seguito alla fusione dei gruppi energetici Gaz de France e Suez, in cui GDF ha incorporato Suez: il concambio ufficiale è stato di 21 azioni GdF per 22 azioni Suez, stabilito il 3 settembre 2007.
La fusione era stata annunciata il 25 febbraio 2006 dal Primo ministro francese Dominique de Villepin per contrastare una possibile OPA ostile di Enel su Suez. L'accordo ha portato alla conversione dello Stato francese dell'80% delle quote di GDF in poco più del 35% delle azioni della nuova società. Le attività di Suez nel settore idrico e dei rifiuti sono state cedute a Suez Environnement, di cui GDF Suez è azionista al 35%.
Il 24 aprile 2015 il gruppo GDF Suez ha cambiato il suo nome commerciale in Engie; il 29 luglio seguente anche la ragione sociale viene ufficialmente modificata di conseguenza.

## Dati economici e finanziari
Dati aggiornati al 26 febbraio 2021.
- Fatturato: 55,8 miliardi di euro
- Margine operativo lordo (EBITDA): 9,3 miliardi di euro
- Operating cash flow: 7,1 miliardi di euro
- Debito netto: 22,5 miliardi di euro

## Azionisti
Dati aggiornati al 31 dicembre 2019.
- Repubblica Francese - 23,64%
- Dipendenti - 3,22%
- Caisse des dépôts et consignations - 2,62%
- CNP Assurances - 0,96%
- Azioni proprie - 0,91%
- Quota sul mercato - 68,65%

## Partecipazioni
- Electrabel
  - ELIA S.A.
- Engie Cofely
- Elyo Services Ltd
- Fluxys S.A.
- GRTgaz S.A.
- Tractebel Energia S.A.
- Tractebel Engineering S.A.
- engie cofatec
- Suez Environnement S.A.
- Engie IT
- Engie Global Markets
- Engie EPS

## Dati societari
- Ragione sociale: Engie SA
- Sede societaria: 16-26 Rue du Docteur Lancereaux - 75008 Parigi
- Presidente del Consiglio d'amministrazione : Jean-Pierre Clamadieu
- Direttore Generale: Catherine MacGregor
- Dipendenti: 152 900